# No soy un monstruo
No soy un monstruo es una novela de la periodista, presentadora y escritora Carme Chaparro publicado el 21 de marzo de 2017. El primer libro de esta autora, ha recibo el Premio Primavera de Novela 2017 y ya ha sido traducido al portugués e italiano y se prevé una próxima traducción al Polaco. Un thriller que comienza con la desaparición de un niño donde cada segundo cuenta para la investigación policial, los medios de comunicación y el lector. Catalogado como uno de los 10 libros más vendidos en línea en 2017, Ha sido una de las novelas más exitosas del año situada en el Top 3 en ventas en España con 75.000 ejemplares vendidos en menos de 4 meses. La crítica lo tildó como «una novela endiabladamente inteligente con un final inesperado» y predijo su gran éxito anunciando que «este va a ser el thriller del año».

## Sinopsis
En solo treinta segundos tu vida puede convertirse en una pesadilla. Si hay algo peor que una pesadilla es que esa pesadilla se repita. Y entre nuestros peores sueños, los de todos, pocos producen más angustia que un niño desaparezca sin dejar rastro. Eso es precisamente lo que ocurre al principio de esta novela: en un centro comercial, en medio del bullicio de una tarde de compras, un depredador acecha, eligiendo la presa que está a punto de arrebatar. Esas pocas líneas, esos minutos de espera, serán los últimos instantes de paz para los protagonistas de una historia a la que los calificativos comunes, «trepidante», «imposible de soltar», «sorprendente», le quedan cortos, muy cortos.

## Personajes
- Ana Arén: Inspectora jefa al mando del grupo de menores del Servicio de Atención a la Familia, el SAF, de Madrid.
- Inés Grau: Conocida periodista de informativos de televisión en el Canal Once y escritora de éxito tras la publicación de su primera novela, Un bosque espeso.
- Javier Nori: Subinspector del grupo de menores del Servicio de Atención a la Familia, el SAF.
- Joan Arderui: Hacker informático.
- Luis Arcos: Agente de policía.
- José Barriga: Agente de policía recién llegado a la comisaría.
- Charo Domínguez: Oficial de policía.
- Luis Bermúdez: Comisario de policía al frente de la Unidad de Investigación Tecnológica, UIT.
- Manuel Grana: Jefe de informativos de televisión en el Canal Once.
- David Ruipérez: Nuevo comisario del SAF.
- Jesús Silvelo: Inspector jefe al frente del grupo de secuestros y extorsiones de la Comisaría General de la Policía Judicial de Madrid.

## Estructura
El libro compuesto por 331 páginas se dividen en un total de 50 capítulos donde se presencia una intrigante trama que se desarrolla ante la dual perspectiva de sus protagonistas. De esta manera, No soy un monstruo ofrece la crónica de una vertiginosa investigación policial y periodística en la que el tiempo juega en contra, y retrata con crudeza la presión gubernamental sobre la policía y el juego de intereses políticos y empresariales que rodean en ocasiones los casos con mayor poder de atracción sobre los medios de comunicación.

## Premios
No soy un monstruo ha sido la obra ganadora del Premio Primavera de Novela 2017 de entre las 1.125 candidatas a esta edición procedentes de 37 países.  El 24 de febrero la Editorial Espasa hacía pública la noticia vía Twitter. Un galardón convocado por dicha editorial y dotado con 100.000 euros. El premio fue creado por la editorial Espasa Calpe y la asociación Ámbito Cultural de El corte Inglés en 1997, con el fin de apoyar la creación literaria y contribuir a la máxima difusión de la novela como una de las formas esenciales de expresión artística de nuestra época. Gracias a sus ganadores, trayectoria, difusión en medios y librerías, por la cantidad de participantes y por su importe se ha convertido en uno de los premios más relevantes del mundo literario español e hispanoamericano. El jurado de este premio en 2017 compuesto por Fernando Rodríguez Lafuente, Antonio Soler, Ana Rosa Semprún, Ramón Pernas y presidido por Carme Riera, ha destacado que se trata de «una novela valiente» que provoca en el lector «un magnetismo trepidante».

## Crítica
Debido al éxito obtenido desde su publicación, han sido numerosos profesionales los que han catalogado este libro como una gran novela. Algunas de sus palabras podemos leerlas en la portada de No soy un monstruo.  
- Carmen Posadas: «Una novela endiabladamente inteligente con un final inesperado».[13]
- José María Guelbenzu: «Este va a ser el thriller del año».[13]
- Carme Riera: «Una novela magnética que nos mantiene en vilo hasta el final».[13]
- Paco Camarasa: «No soy un monstruo es una muy buena novela. Buenos personajes sobre los que se conduce la trama. Bien contado no sólo el procedimiento policial, sino esa otra parte que no conocemos, de los procedimientos y presiones para preparar un informativo. Cuando lo lean, cosa que les recomiendo, pongan ustedes los adjetivos que deseen. Trepidante, que engancha, absorbente, etc…».[3]

## Traducciones
Desde su publicación, No soy un monstruo ha sido traducido a varios idiomas. Actualmente tiene sus derechos internacionales vendidos a: Italia, Portugal, Polania y Amazon (English worldwide).

### Portugués[14]
- Título: Não sou un monstro.
- Fecha de publicación: 6 de marzo de 2018.
- Editorial: Planeta Manuscrito.
- Traductor: Ana Maria Pinto da Silva.

### Italiano[15]
- Título: Non sono un mostro.
- Fecha de publicación: 9 de noviembre de 2017.
- Editorial: Societá Editrece Milanese.
- Traductor: Sara Cavarero.

## Adaptaciones / Televisión
Mediaset llevará próximamente a la televisión No soy un monstruo. El éxito que desde su publicación ha captado la atención de miles de lectores pretende así atrapar en la pantalla a millones de espectadores. Aunque el reparto todavía no ha sido asignado, la autora tiene sus preferencias sobre los actores que pudieran encarnar sus personajes y ha colocado en el elenco de actores candidatos a las actrices Maribel Verdú para encarnar a Ana y Toni Acosta para representar a Inés, aunque ha afirmado que cualquier actor o actriz que escoja la casa será de su agrado dado los grandes profesionales, así como excelentes directores de casting que componen Mediaset.